# Oliver Brachfeld
Oliver Brachfeld oder Ferenç (Franz) Olivér Brachfeld (* 18. Februar 1908 in Budapest; † 2. September 1967 in Quito) war ein ungarischer Psychologe und Vertreter der Individualpsychologie.

## Leben
Ferenç Olivér Brachfeld stammte aus einem katholisch-jüdischen Elternhaus. Nach Absolvierung des lutherischen Gymnasiums in Budapest immatrikulierte er sich für ein Jahr an der philosophischen Fakultät der Universität Wien, wo er auch medizinische Vorlesungen besuchte. Bereits im zweiten Semester seines Universitätsstudiums wurde er Schüler Alfred Adlers, zählte im Alter von 20 Jahren zu seinem engeren Mitarbeiterkreis und war ständiger Mitarbeiter der Internationalen Zeitschrift für Individualpsychologie (IZI).
Nach zweijährigem Studienaufenthalt in Paris, wo er an der Sorbonne, dem Institut de Psychologie und an der katholischen Universität „Institut Catholique“ studierte kehrte er nach Budapest zurück. Dort promovierte er nach zweijährigem Studium an der Universität. Er wurde 1929 zu einer Vortragsreise nach Spanien, u. a. an die Universität Madrid, eingeladen. 1931 übersiedelte er nach Barcelona und wurde Dozent an der Philosophischen Fakultät, am Pädagogischen Seminar und am „Instituto Psicotécnico“. In Barcelona pflegte er gute Kontakte zu Ortega y Gasset.
Der Spanische Bürgerkrieg zwang ihn von 1931 bis 1942 zu einem Studienaufenthalt in Frankreich. Ab Januar 1951 leitete er als Professor das von ihm gegründete „Instituto de Psicosíntesis y Relaciones Humanas“ an der Universidad de Los Andes (ULA) (gegründet 1785) in Mérida (Venezuela). 1957 kehrte er nach Barcelona zurück, wo er eine Katalanin heiratete. Von dort entfaltete er eine rege Reise- und Lehrtätigkeit in Deutschland und an den Universitäten von Bogotá und Quito. Im Jahre 1960 wurde Brachfeld von Wolfgang Metzger als Honorarprofessor an das Psychologische Institut in Münster berufen.
1962 war er zusammen mit Wolfgang Metzger, Johannes Neumann, Kurt Seelmann, Alfons Simon, Felix Scherke und Kurt Weinmann Gründungsmitglied der deutschen Alfred-Adler-Gesellschaft (AAG), die 1970 in Deutsche Gesellschaft für Individualpsychologie umbenannt wurde.
Im Jahre 1966 gab Brachfeld Adlers Schrift Menschenkenntnis (Erstauflage 1927) neu heraus. Nach dem frühen Tod Brachfelds übernahm Wolfgang Metzger die gemeinsam ins Auge gefaßte Aufgabe der deutschen Gesamtausgabe Adlerscher Schriften und führte sie weiter.

## Werk
Oliver Brachfeld war ein Psychologe mit weitreichenden Kenntnissen in Sprachen (Ungarisch, Deutsch, Spanisch, Katalanisch), Literatur, Kunst, Philosophie, Soziologie und Ethnologie. Er übersetzte psychologische und literarische Werke auf Spanisch und Katalanisch.
Mit seiner Adler-Übersetzung von 1937 machte er die Individualpsychologie für den spanischen Sprachraum zugänglich. Einen großen Teil seines Lebens lehrte er in Südamerika, speziell in Venezuela. Als Alternative zur oft missverstandenen „Individualpsychologie“ bevorzugte er den Begriff „Psychosynthesis“.
Sein Hauptwerk „Minderwertigkeitsgefühle beim Einzelnen und in der Gemeinschaft“ veröffentlichte er 1953 auch in deutscher Sprache (als Übersetzung aus dem Englischen und Französischen). Es stellt eine umfassende Studie über das Konzept des Adlerschen „Minderwertigkeitsgefühl“ dar und war eine erste Zusammenfassung des Adlerschen Gedankengutes im Hinblick auf sozial- und kulturpsychologische Aspekte. Das Konzept des Minderwertigkeitsgefühls und seiner Kompensation ist von zentraler Bedeutung für die gesamte Tiefenpsychologie. Hinter den Wendungen „Ich bin nichts wert!“, „Das kann ich nicht!“, „Ich sehe nicht gut aus, bin zu klein, zu dick!“, „Mein Partner akzeptiert mich nicht!“, „Ich lehne fremde Menschen ab!“, „Wir können an den Umständen doch nichts ändern!“ verbergen sich Minderwertigkeitsgefühle. Solche Minderwertigkeitsgefühle verhindern die Entfaltung eines freien und gesunden Selbstwertstrebens. Mit ihnen sinnvoll umzugehen ist Aufgabe jedes Einzelnen und der sozialen Gemeinschaft. Dazu Brachfeld:

„Beim Kleinkind konnten wir feststellen, dass das tiefe Unsicherheitsgefühl, das durch die blosse Tatsache, ein noch sehr unvollkommenes Exemplar der menschlichen Spezies zu sein, hervorgerufen wird, etwas durchaus Normales ist. Wenn indessen das Minderwertigkeitsgefühl zu stark ist, bildet sich auf dem Weg der Kompensation ein neurotischer „Lebensplan“, der von einer wirklichen, aber übertriebenen Minderwertigkeit zu einer mehr oder weniger eingebildeten Überlegenheit führt. Die Koexistenz dieser beiden Gegenpole – „Minderwertigkeit“: mit ungewöhnlicher Intensität als nachteilig empfunden, und „Überlegenheit“: ersehnt, aber fiktiv – verursacht zuerst beim Kind, dann beim Erwachsenen eine gewisse Unbeständigkeit in seinen Selbstwerterlebnissen.“

## Schriften
- Magyar vonatkozások a régi katalán irodalomban és a katalán népballadaban, Diss. Budapest 1930 (Ungarn in der altkatalanischen Literatur).
- Ortega y Gasset über Alfred Adler und die Individualpsychologie. In: Internationale Zeitschrift für Individualpsychologie, Jg. 1931.
- Los sentimientos de inferioridad, Luis Miracle, Barcelona 1935.
- Individual Psychology in the Learning of Languages. In: International Journal of Individual Psychology, Jg. 1936.
- Sexual Difficulties. In: International Journal of Individual Psychology, Jg. 1936.
- Is Woman Less Intelligent Than Man? In: Individual Psychology Bulletin, Jg. 1946.
- Minderwertigkeitsgefühle beim Einzelnen und in der Gemeinschaft. Klett-Verlag, Stuttgart 1953; Neuausgabe mit einer Einführung von Gert Janssen: Quercus Verlag, Berlin 2002, ISBN 3-935271-02-6.

## Übersetzungen
- Lajos Zilahy: Primavera mortal (Halászi tavasz). übersetzt von Ferenc Oliver Brachfeld. Proa, Barcelona 1935.
- Alfred Adler: El sentido de la vida (Der Sinn des Lebens). Übersetzt von Oliver Brachfeld. Vorwort von Ramón Sárro. Luis Miracle, Barcelona 1937.
- Carl Gustav Jung: La psique y sus problemas actuales. Übersetzt von Oliver Brachfeld und Eugénio Imaz. Editorial Problet, Madrid Buenos Aires 1935.
- Carl Gustav Jung: Teoría del Psicoanálisis (Versuch einer Darstellung der psychoanalytischen Theorie). Übersetzung und Vorwort: Franz Oliver Brachfeld. Editorial Apolo, Barcelona 1935.
- Carl Gustav Jung: Tipos psicológicos (Psychologische Typen). Übersetzt von Oliver Brachfeld und Ramón Gómez de la Serna. Editorial Sudamericana, Buenos Aires 1945.